# Sodom und Gomorrha (1962)
Sodom und Gomorrha (Original-Filmtitel: Sodom and Gomorrah) ist ein 1962 erschienener US-amerikanisch-italienischer Monumentalfilm, der in Form einer fiktiv-biblischen Geschichte vom Untergang der biblischen Städte Sodom und Gomorra erzählt. In den Hauptrollen spielten Stewart Granger, Anouk Aimée, Pier Angeli, Stanley Baker und Rossana Podestà.

## Handlung
Die Bewohner der Zwillingsstädte Sodom und Gomorrha sind durch die Förderung und den Verkauf von Salz reich und dekadent geworden. Während sie eine Armee aus Arbeitssklaven das Salz abbauen lassen, gibt sich das Volk Luxus und sündigen Ausschweifungen hin, geführt von Königin Bera. Der Reichtum der Städte zieht den Neid von Nomadenstämmen auf sich, vor allem den Elamiten. Diese schließen ein Bündnis mit Prinz Astaroth, der seiner Schwester den Thron streitig machen will. Während Bera von vorsichtiger Natur ist und die Macht Sodoms nicht zu weit ausdehnen will, strebt Astaroth nach der Schaffung eines Großreichs und plant sie zu beseitigen. Trotz ihrer Rivalität führen die beiden eine inzestuöse Liebesbeziehung.
Astaroth lässt durch die Sklavin Tamar den Elamiten eine Botschaft zukommen, doch wird sie von Königin Bera Soldaten gefangen genommen. In Sodom wird Tamar von Königin Bera gefoltert und ermordet, als sie sich weigert zu verraten, wer sie zu den Elamiten geschickt hat. Zur gleichen Zeit zieht ein fremdes Volkes zum Jordantal; es ist ein Stamm von Hebräern unter der Führung von Lot, dem Neffen Abrahams. Lot ist seit kurzem Witwer und hat zwei erwachsene, unverheiratete Töchter namens Maleb und Schua. Als Lot mit einigen Männern den Weg auskundschaftet, treffen sie auf Soldaten der Sodomiter, die Sklavinnen eskortieren; unter ihnen die aus dem fernen Asien stammende Orphea. Lot macht Bekanntschaft mit Ildith, der obersten Leibsklavin von Königin Bera.
In Sodom berichtet Ildith der Königin von den heranziehenden Hebräern. Astaroth warnt Bera vor den Hebräern, die gefährliche religiöse Fanatiker seien und wollen, dass alle Menschen sich verhalten, wie ihr Glaube es vorschreibt. Bera hingegen glaubt, dass sich die Hebräer als nützliches Werkzeug für ihre politischen Ziele erweisen, etwa als Verbündete gegen die Elamiten im Krieg und in Friedenszeiten als Sklaven.
Die Hebräer erreichen den Jordan, wo sie auf eine Delegation der Sodomiten unter Führung von Königin Bera treffen. Lot und die Königin verhandeln über die Nutzung des Landes und einigen sich auf jährlich 50.000 Talente Getreide für einen Zeitraum von sieben Jahren. Zudem müssen die Hebräer für das Land im Kriegsfall kämpfen. Bera schenkt Lot ihre Leibsklavin Ildith, die darüber ebenso wenig begeistert ist wie Lot Sklaven zu besitzen. Ildith will lieber Sklavin in Sodom sein, statt einfache Gewänder zu tragen und hart auf den Feldern und in den Zelten zu schuften. Auch Lots Tochter Schua ist von einem Sklavinnendasein in Sodom angetan, wenn dies Luxus bedeutet.
Schon kurz nach der Ansiedlung der Hebräer kommt es zu einem ersten Konflikt, als sodomitische Sklaven ins Lager der Hebräer fliehen. Lot weigert sich die Sklaven an die Sodomiter zurückzugeben, wobei Prinz Astaroth verletzt wird. Lot lässt der Königin ausrichten, dass die Sklaven von nun frei sind und er Astaroth versorgen wird, bis dieser genesen ist. Lot erteilt seiner Tochter Schua den Auftrag, sich um Astaroth zu kümmern. Schua fühlt sich zu Astaroth hingezogen, der um sie wirbt. Kurz darauf kehrt Astaroth jedoch nach Sodom zurück. Die Hebräer bauen einen Damm, um Wasser umzuleiten und die Ebene fruchtbar zu machen. Ildith beginnt sich langsam an das Leben im Lager der Hebräer zu gewöhnen. Lot verliebt sich in Ildith heiratet sie. Auch Lots Tochter Maleb und der eigenwillige Ismael, einer von Lots Kommandanten, wollen heiraten.
Die Elamiten greifen die Sodomiter und Hebräer an. Während Ildith die Frauen und Kinder der Hebräer nach Sodom führt, positionieren die Sodomiter und die hebräischen Männer sich unter Lots Kommando zum Kampf in einem Tal. Zwar gelingt es ihnen die Elamiten erfolgreich in eine Falle zu locken und ihnen schwere Verluste zuzufügen, doch werden sie von dem Verräter Melchior und den Männern Astaroths hintergangen, wodurch sich das Blatt in der Schlacht wendet. Den Hebräern bleibt keine Wahl als ihren eigenen Damm so zu beschädigen, dass er bricht und die Wassermassen die Elamiten ertränken. Die Schlacht ist gewonnen. Ismael und einige Vertreter der Hebräer wollen nun Sodom niederbrennen und die Sklaven befreien, doch Lot weist dies zurück.
Als die Hebräer zu ihrem zerstörten Lager zurückkehren, machen sie eine erschreckende Entdeckung. Die Wasserflut hat einen Erdrutsch ausgelöst und eine große Bergsalzader freigelegt – auf dem nun mit Salz getränkten Boden lässt sich nichts mehr anpflanzen. Doch Lot erkennt die sich bietende Gelegenheit, das Salz nun selbst abzubauen. Die Hebräer ziehen nach Sodom und werden wie die Sodomiter nun Salzhändler, die sie mit Dumping-Preisen unter Druck setzen. Gleichzeitig beginnt das Leben in Luxus und Reichtum die Hebräer zu verändern. Während Lot glaubt, dass durch das Zusammenleben mit den Sodomitern diese sich letztlich in bessere Menschen wandeln werden, glaubt Ismael vielmehr, dass die Verderbtheit der Sodomiter auf die Hebräer abfärbt. Prinz Astaroth beginnt neben seiner Affäre mit Schua auch eine Beziehung mit deren Schwester Maleb.
Während die Anführer der Sodomiter und Hebräer ein Fest genießen, versucht Ismael mit einigen Gesinnungsgenossen erfolglos die Sklaven von Sodom zu befreien. Die Sklaven werden rasch wieder eingefangen. Lot versucht Ismael zu retten und verlangt ihn nach seinem Recht zu bestrafen, doch Astaroth konfrontiert ihn damit, dass er keine Autorität mehr habe. Zudem gesteht er, dass er mit seinen beiden Töchtern geschlafen hat und dass Lots Ehefrau Ildith davon wusste und es verheimlichte. Lot tötet daraufhin im Zorn Astaroth im Zweikampf. Königin Bera lässt Lot in den Kerker werfen.
Die entflohenen Sklaven werden am Feuerrad exekutiert. Lot ist erschüttert und empfindet tiefe Reue darüber, dass er seine Familie und sein Volk in die Sünde geführt hat. Während Lot Gott um Vergebung und Führung bittet, erscheinen zwei Engel, die ihm mitteilen, dass Gott die Zwillingsstädten wegen ihrer Verderbnis vernichten wird. Lot bittet die Engel, die Stadt zu verschonen, wenn er nur zehn Sodomiter findet, die Buße tun und die Städte mit ihm verlassen. Die Engel stimmen zu und befreien sowohl Lot als auch Ismael aus dem Gefängnis, nachdem sie Lot gewarnt haben, dass jeder, der Sodom verlässt und zurückblickt, ebenfalls vernichtet wird.
Es gelingt Lot nicht zehn Sodomiter zu finden und er, seine Familie, die Hebräer und die Sklaven von Sodom ziehen aus der Stadt heraus. Unmittelbar darauf überzieht Gott Sodom mit Erdbeben und Blitzen. Königin Bera zieht sich mit ihrer neuen Lieblingssklavin Orphea in ihren Palast zurück, wo sie von einstürzenden Säulen erschlagen werden. Die Sodomiten fliehen auf die Straßen, begehen immer noch abscheuliche und selbstsüchtige Taten, um sich zu retten oder das Chaos auszunutzen, und werden durch einstürzende Gebäude und Feuer getötet.
In der Zwischenzeit wünscht sich Ildith, wieder in Sodom zu sein. Trotz ihrer Liebe zu Lot kann sie seinen Gott nicht akzeptieren, da sie nicht an den hebräischen Gott glaubt. Trotz Lots Warnungen blickt Ildith zurück nach Sodom. Gott verwandelt sie in eine Salzsäule, gerade als er die Stadt mit einer letzten Feuerexplosion vernichtet. Lot bricht vor Kummer zusammen. Maleb und Schuah versuchen, Lot zu trösten. Verzweifelt taumelt er mit den Hebräern davon, die erneut durch die Wüste ziehen.

## Hintergrund
Die Geschichte des Films orientiert sich in nur einzelnen Aspekten an der biblischen Erzählung von Sodom und Gomorrha.
Sergio Leone wird als Regisseur der italienischen Version angegeben.

## Kritiken
„Zwei renommierte Filmemacher verarbeiten horrend "abgewandelte" biblische Motive und Namen zu einem oft blutrünstigen Abenteuerfilm im Sinne des Verleiher-Mottos "Süßes Leben vor 4000 Jahren".“

A. Aprà bemerkte in Filmcritica, Aldrich zeige wieder, dass ihm physische Aktionen seiner Darsteller wichtiger seien als die Szenerie oder die Geschichte.